# تپه قبرستانلیق
تپه قبرستانلیق مربوط به دوره اشکانیان - دوره ساسانیان است و در شهرستان مراغه، بخش مرکزی، دهستان سراجوی شمالی، روستای تازه کند قاسم خان واقع شده و این اثر در تاریخ ۳۰ بهمن ۱۳۸۶ با شمارهٔ ثبت ۲۱۰۸۸ به‌عنوان یکی از آثار ملی ایران به ثبت رسیده است.